# West Hollywood
West Hollywood is een plaats (city) in de Amerikaanse staat Californië, en valt bestuurlijk gezien onder Los Angeles County. De stad wordt omringd door Beverly Hills en Los Angeles. De stad wordt als een van de beste homobuurten in de Verenigde Staten beschouwd.

## Geschiedenis
De stad werd eind achttiende eeuw ontdekt door de Portugese ontdekkingsreiziger Juan Rodríguez Cabrillo, die het gebied claimde voor Spanje. Op die plek woonden toen nog de Tongva. 
In 1780 was de Sunset Strip (de voornaamste weg van West Hollywood) de belangrijkste weg van Pueblo de Los Ángeles (de voorganger van Los Angeles) naar alle ranches richtig de Stille Oceaan. Het stuk grond dat uiteindelijk West Hollywood zou worden, veranderde steeds van eigenaar totdat het eigendom werd van Henry Hancock en zijn familie. 
Eind negentiende eeuw stichtte Moses Sherman en zijn partners van de Los Angeles Pacific Railroad (het latere Pacific Electric Railway Co) de stad Sherman. Deze stad zou later uitgroeien tot de wijk Sherman Oaks in Los Angeles en de stad West Hollywood. Sherman werd een hub voor veel werkplaatsen, emplacementen en stallingen voor de Los Angeles Pacific Railroad. Veel werknemers van de spoorwegmaatschappij vestigden zich in deze stad. Sherman raakte vooral populair tijdens de Drooglegging, toen de stad vooralsnog alcohol bleef verkopen en de overheid zich er niet mee kon bemoeien omdat het een onafhankelijke stad was. Tijdens de drooglegging probeerde Los Angeles de stad meerdere malen te annexeren, maar slaagde er niet in. 
In 1925 werd Sherman hernoemd als West Hollywood, een gemeentevrij gebied midden in Los Angeles. In de jaren 20 werd gokken illegaal in Los Angeles, maar bleef legaal in Los Angeles County. In West-Hollywood, maar voornamelijk aan de Sunset Strip werden vele nachtclubs en casino's geopend. Dit raakte uiteindelijk uit de mode, maar de nachtclubs aan de Sunset Strip bleven in trek bij toeristen. In de jaren 60 werden er veel platenmaatschappijen geopend langs Sunset, wegens de groeiende hippiecultuur. Hierdoor kwamen vanuit het hele land jonge mensen naar de stad toe. 
Na het uiteenvallen van de Sovjet-Unie, kwamen er twee grote immigratiegolven met Russische Joden naar West Hollywood. De immigratiegolven vonden in de jaren 1978-'79 en 1988-'92 plaats en er kwamen tussen de 5000 en 6000 Joden in de stad wonen. Naast Brighton Beach en Sheepshead Bay in New York, is West Hollywood een gemeenschap waar veel Russisch wordt gesproken. 
In 1984 werd West Hollywood een van de eerste homo-vriendelijke gemeenschappen in de Verenigde Staten. Toen West Hollywood in 1984 een geïncorporeerde stad werd, kreeg het een gemeenteraad waarvan de meerderheid openlijk homo was. 
Op 23 mei 2018 ('Stormy Daniels Day') verkreeg de Amerikaanse pornoactrice Stormy Daniels de sleutel van de stad.

## Demografie
Bij de volkstelling in 2000 werd het aantal inwoners vastgesteld op 35.716.
In 2022 is het aantal bewoners in West Hollywood geschat op 26.029. 77,3% van de bewoners is blank, 13,4% is Latino, 8,1% heeft meerdere rassen, 6,1% is Aziatisch, 3,6% is Afro-Amerikaans, 0,4% is indiaans en 0,1% is Hawaïaans. 

## Geografie
De oppervlakte van de plaats beslaat 4,89 km² uit land. Het westen van de stad grenst aan Beverly Hills, en wordt verder omringd door Los Angeles. De wijken van de stad zijn: Norma Heights, West Hollywood North, West Hollywood West, West Hollywood South en West Hollyood Heights. De wijken zijn vrij klein, en beslaan maar enkele blokken.

## Plaatsen in de nabije omgeving
De onderstaande figuur toont nabijgelegen plaatsen in een straal van 16 km rond West Hollywood.